# Koningin Wilhelminaplein
Het Koningin Wilhelminaplein ligt in de wijk Overtoomse Veld, Amsterdam Nieuw-West

## Geschiedenis en ligging
Het plein kreeg zijn naam per raadsbesluit van 23 januari 1963; een vernoeming naar Koningin Wilhelmina (1880-1962).
Het plein is een open ruimte in de Delflandlaan die hier van noord naar zuid loopt. Door brug 692 voert de straat het plein op, met brug 305 eindigt het plein weer. Het belangrijkste gebouw aan dit plein is het World Fashion Centre. Het plein ligt parallel aan de Rijksweg 10/Ringweg-West.

## Gebouwen
Het plein wordt omringd door gebouwen die te maken hebben met de modehandel en –industrie. De modefamilies Stibbe en Berghaus zagen eind jaren vijftig hun fabrieken etc. onbereikbaar worden in de Amsterdamse Binnenstad en opperden een soort centrum voor kledinghandel. Vier gebouwen zijn opmerkelijk:
| Object                           | Bouwperiode | Monumentenstatus      | Omschrijving | Afbeelding |
| -------------------------------- | ----------- | --------------------- | --- | ---------- |
| Koningin Wilhelminaplein 4       | 1964        | geen                  | Het gebouw, dat later de naam Berghaus Plaza kreeg aan het plein nr. 4 werd rond 1964 gebouwd naar een ontwerp van Johannes van Herweden. Het bestaat uit vier tot zes bouwlagen. Berghaus NV handelde in dames- en kindermantels. Het gebouw van betonskelet en veel glazen gevels wijzigde in de loop der jaren van confectiecentrum (het was goedkoper in huur dan het confectiecentrum zelf) naar een gebouw dat steeds meer bedrijven in de dienstverlening onderdak bood. In 2022 is dit pand gesloopt. |            |
| Koningin Wilhelminaplein 8       | 1971        | geen                  | Op nummer 8 staat sinds 1971 het Fashion House; ook hierin was een confectiebedrijf gevestigd; NV Confectiefabriek Joy Coats. Het gebouw is een ontwerp van de architecten A.G. en Jan Diederik Postma en heeft vier bouwlagen. Het gebouw is diverse keren gerenoveerd om het beter in de markt te kunnen zetten als bedrijfsverzamelgebouw. |            |
| Koningin Wilhelminaplein 12-14   | 1963/1964   | gemeentelijk monument | Het gebouw Modrôme aan het Kon. Wilhelminaplein 12-14 werd gebouwd voor de NV Mantelfabriek M. Stibbe, het droeg dan ook enige tijde de bijnaam Stibbegebouw, ook al omdat de naam in grote letters op de gevel te zien was. Het ontwerp van het gebouw is afkomstig van Marius Duintjer. De naaifabriek van Stibbe is geconstrueerd uit beton en grote glasstroken; het wordt gekenschetst als binnen de tijdgeest passend fabrieksgebouw. Het heeft een vloeroppervlak van meer dan 5000 m². Het gebouw werd in september 1964 officieel geopend door Emma van Hall-Nijhoff, vrouw van burgemeester Gijsbert van Hall, waarbij de firma een mantel naar haar vernoemde (Emmy). In 1989 kwam er als medegebruiker Favoriet een dassenfabriek. Weer later werd het opgedeeld in allerlei kleinere ruimten, waarbij de oorspronkelijke indeling grotendeels bewaard bleef. Het gebouw kampte tijdens de crisisjaren begin 21e eeuw met grote leegstand (40%). Het gebouw werd in 2008 tot gemeentelijk monument benoemd. |            |
| Koningin Wilhelminaplein 30      | 2000        | geen                  | Gebouw Prinsenhof Dit gebouw dat de zuidwand van het plein vormt, werd rond 2000 gebouwd naar een ontwerp door architect Wolbrand van der Vis van PBV Architecten. Het werd gebouwd ter onderbrenging van Adidas en enkele kleinere huurders. Het gebouw viel op door haar lichte plint waarboven helderrode gevels. De plint is op de dragende kolommen, die de overstek dragen, later in een donkerder uitvoering gemaakt. In verband met een grootscheepse herindeling van het plein kreeg de ruimte voor de toegang de naam Fregelaan. |            |
| Koningin Wilhelminaplein 13      | 1963-1977   | geen                  | Bekendst is het gebouw op nummer 13. Het herbergde vanaf 1968 het Confectiecentrum dat in 1993 de naam World Fashion Centre kreeg. De eerste paal werd in 1963 geslagen onder toezicht van de wethouder Joop den Uyl, de prijs werd geraamd op 23 miljoen gulden voor 46.000 m² vloeroppervlak. Het ontwerp van Huig Maaskant liet over een breedte van circa 300 meter drie torens verrijzen (twee direct in 1968 en de middelste vanwege een fout in de bouwvergunning) in 1977. Maaskant in 1977: Ik houd van forse, zakelijke en realistische architectuur. Prins Bernhard kwam het gebouw op 27 maart 1968 openen. Het gebouw heeft nog grotendeels hetzelfde uiterlijk, wel volgden er binnen in het gebouw steeds opnieuw herindelingen om aan de vraag te voldoen. In het gebouw was ook, van 1968 tot de verhuizing naar het huidige gebouw op De Ruijterkade in de jaren negentig, de Kamer van Koophandel gevestigd.                                                                                         |            |
| Koningin Wilhelminaplein 596-854 | 2015        | geen                  | Woongebouw King Een woontoren met 128 woningen en enkele bedrijfsruimten naar een ontwerp van Dam & Partners Architecten (Diederik Dam, Dennis Mels, Ramon Aker). Het gebouw valt op door de beige kleuring van plint en bovenliggende verdiepingen alsmede de driehoekige balkons |            |

Ook in de 21e eeuw gaan de ontwikkelingen door. De omgeving rond Station Amsterdam Lelylaan moet dan een woon/bedrijvenkern worden, waarbij er op de lege ruimte van het plein al rond 2007 woningblokken werden gebouwd.

## Kunst
Er zijn twee beelden te bezien in de categorie kunst in de openbare ruimte. Allereerst is er het beeld van de naamgeefster van het plein door Nico Onkenhout, dat bij de ingang van het World Fashion Centre staat. Op de noordoostelijke uithoek van het plein staat Magneten van Lies Maes.

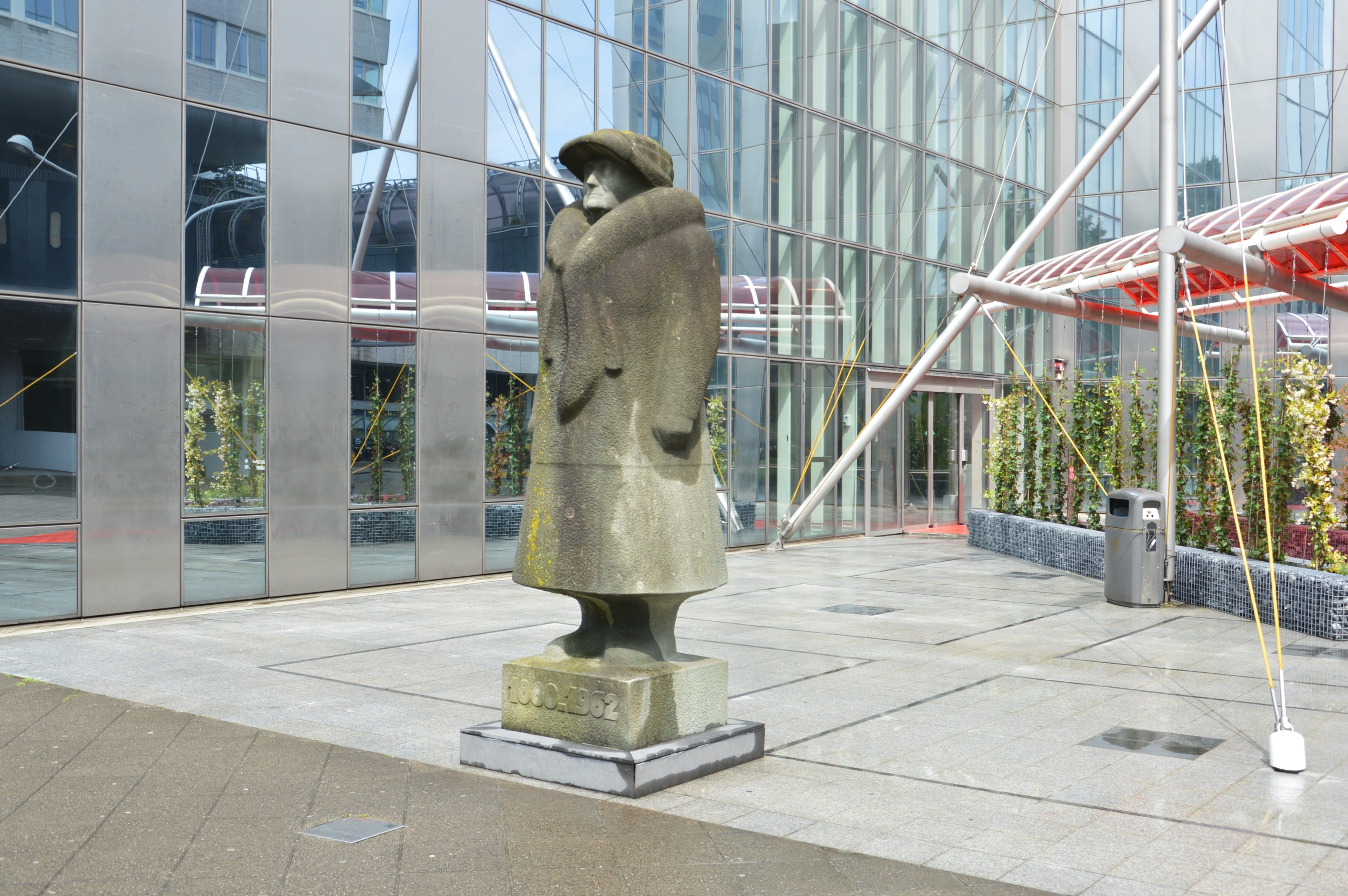
Standbeeld van Wilhelmina door Onkenhout

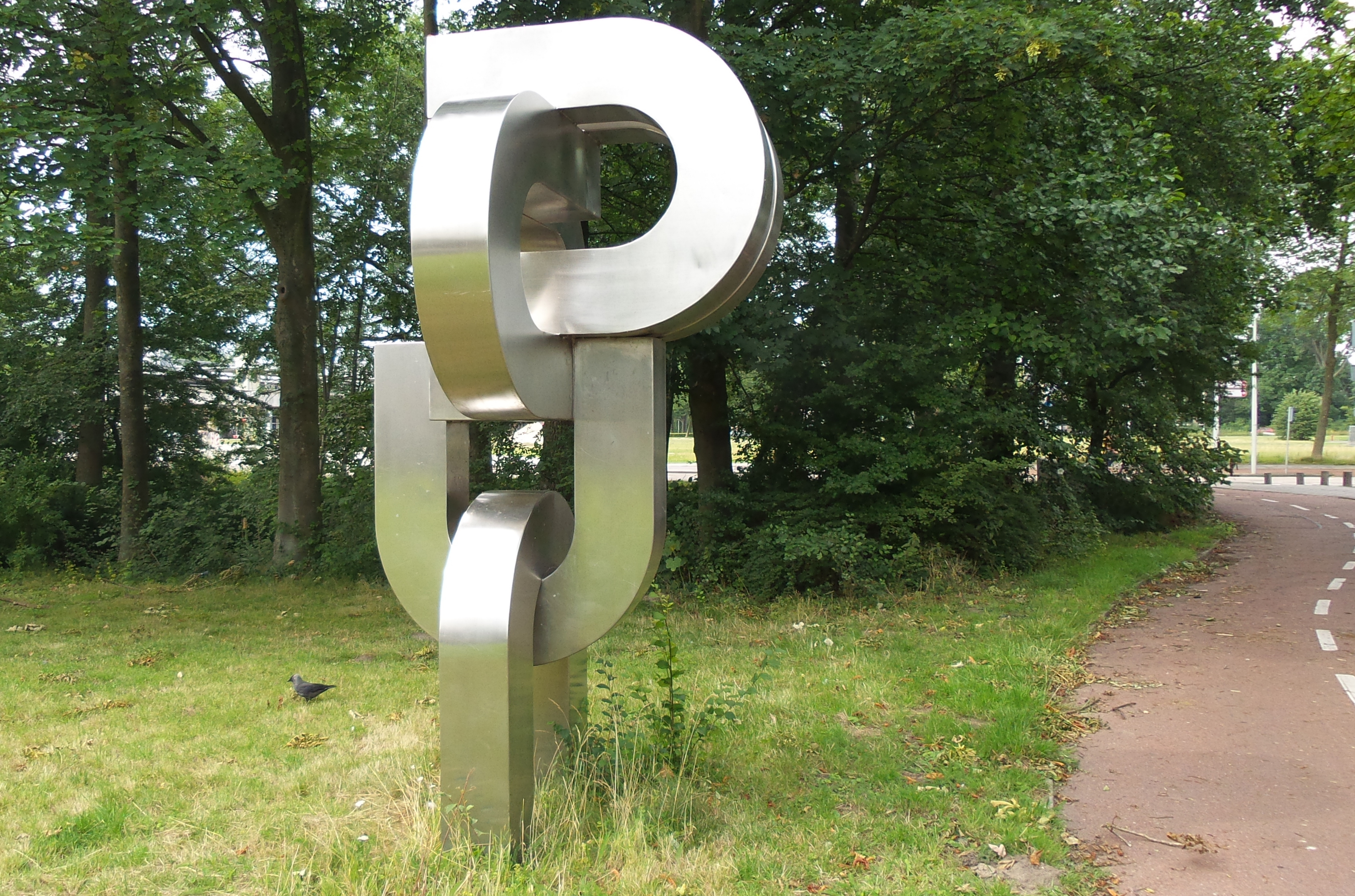
Magneten van Lies Maes